# Johann Bayer
Pour les articles homonymes, voir Bayer.
Johann Bayer (1572, Rain, Danube-Ries — 7 mars 1625, Augsbourg) était un magistrat passionné d'astronomie. Il a étudié à Ingolstadt, Augsburg.

## Biographie
Le grand travail de Johann Bayer fut le catalogue d'étoiles qu'il nomma Uranometria, édité à Augsbourg en 1603, et qui fut le premier atlas couvrant entièrement la sphère céleste.
Il contenait 51 cartes sidérales : une pour chacune des 48 constellations de Ptolémée, une pour les cieux les plus au sud et qui n'étaient pas connus par Ptolémée, et deux planisphères. 
Pour ses cartes des constellations, Bayer utilisa les observations les plus modernes de son époque, celles du grand astronome danois Tycho Brahe.
Pour sa carte du ciel austral, il se référa aux relevés de deux navigateurs hollandais, Pieter Dirkszoon Keyser et Frederick de Houtman.
Uranometria introduisit les désignations de Bayer, qui sont encore employées aujourd'hui, ainsi que certaines des constellations modernes.
La nomenclature proposée par Bayer permit de simplifier grandement la classification des étoiles. Il imagina en effet de désigner les étoiles d'une même constellation en utilisant les lettres de l'alphabet grec : alpha pour l'étoile la plus lumineuse, bêta pour la deuxième plus brillante, et ainsi de suite. Si une constellation comportait plus de 24 étoiles (le nombre des lettres de l'alphabet grec), il utilisait ensuite l'alphabet latin.

## Hommage
Le cratère de Bayer sur la lune a été nommé en son honneur.